# اسلون مک‌کنزی
اسلون مک‌کنزی (انگلیسی: Sloan MacKenzie؛ زادهٔ ۱۶ مهٔ ۲۰۰۲) قایقران کانو زن کانادا است.
وی در مسابقات کشوری و بین‌المللی در مجموع برندهٔ ۲ مدال طلا، ۳ مدال برنز شده است.